# Het Toreke
De voormalige stadsgevangenis het Toreke is een museum bij de Grote Markt in de stad Tienen (Vlaams-Brabant, België).

## Geschiedenis
Op 13 mei 1847 stelde stadsarchitect François Drossaert een ontwerpdossier samen voor de bouw van een nieuwe gevangenis achter het politiebureau op de Grote Markt. Op 1 oktober 1848 werd het gebouw in dienst genomen. Tot 1862 zat men hier ook daadwerkelijk de politiestraffen uit.
In 1973 werd het gebouwd beschermd als monument.
Na de restauratie in 1978 werd het ingericht als museum. Na 20 jaar werd het museum gerenoveerd en gevoelig uitgebreid. Hierbij werd niet alleen de tentoonstellingsruimte verdubbeld, maar werd ook voldoende ruimte voorzien om de museumstukken in optimale omstandigheden te bewaren.

## Onderwerpen
Tienen was ooit een belangrijk handelsknooppunt en de Romeinen speelden daarin een belangrijke rol. In het oudste gedeelte van het museum krijgen de unieke vondsten van de Gallo-Romeinse opgravingen (waarbij onder andere maar liefst 1400 vlakgraven werden ontdekt) een plaats. Men vindt er ook bijzondere artefacten uit de Tiense tumuli en het opgegraven mithraeum. In de nieuwe tentoonstellingsruimte wordt vooral aandacht geschonken aan de Hagelandse geschiedenis tussen de 16e en de 20e eeuw. In beide tentoonstellingsruimten werd de collectie opgebouwd rond de thema’s bidden, werken en feesten.
Tijdens het bezoek aan het moderne museum maakt men kennis met het verleden door middel van de nieuwste technologische en audiovisuele middelen.

## Bezoek
Het Toreke organiseert regelmatig tijdelijke tentoonstellingen. Het kan individueel of onder begeleiding van een gids bezocht worden.

## Afbeeldingen

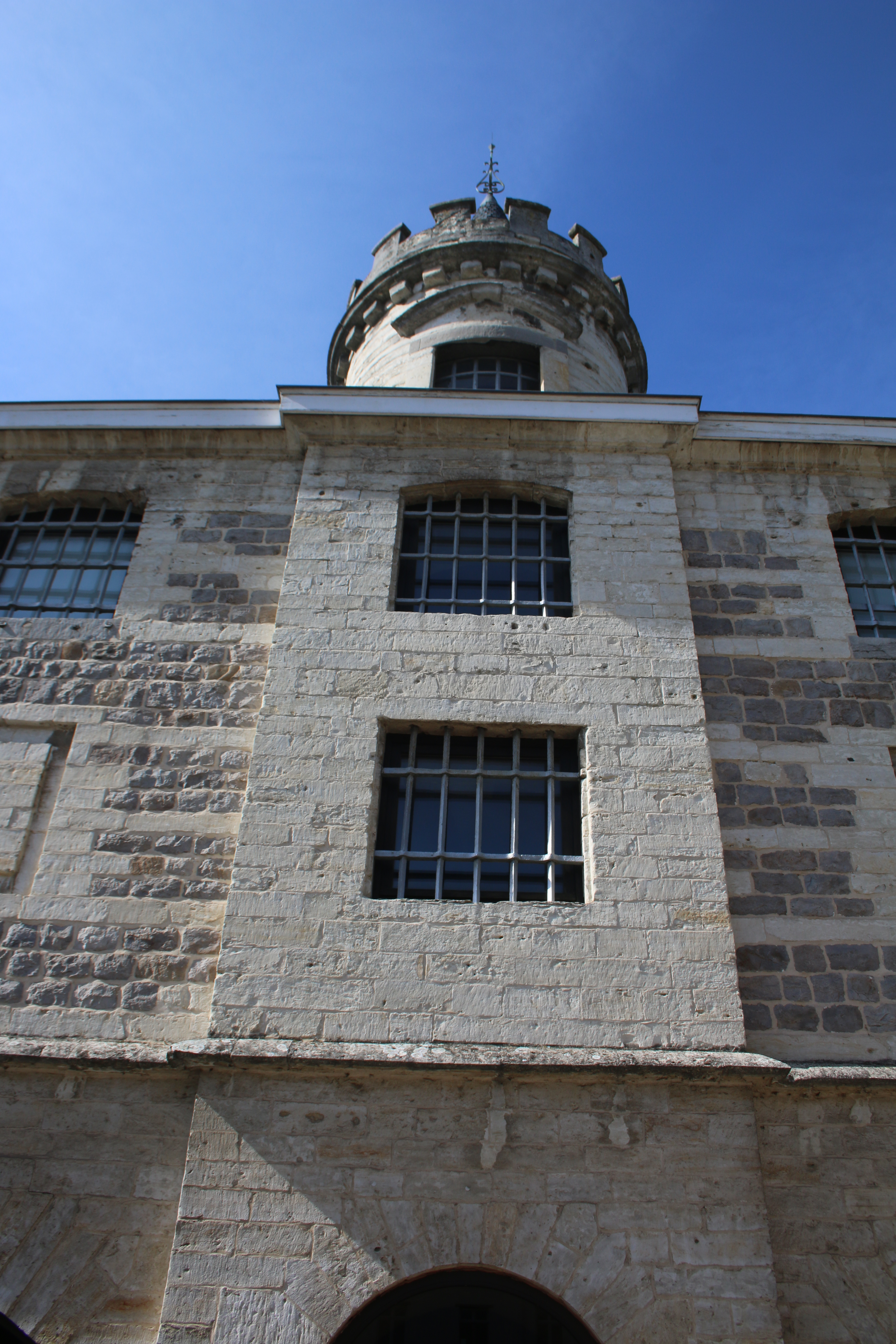
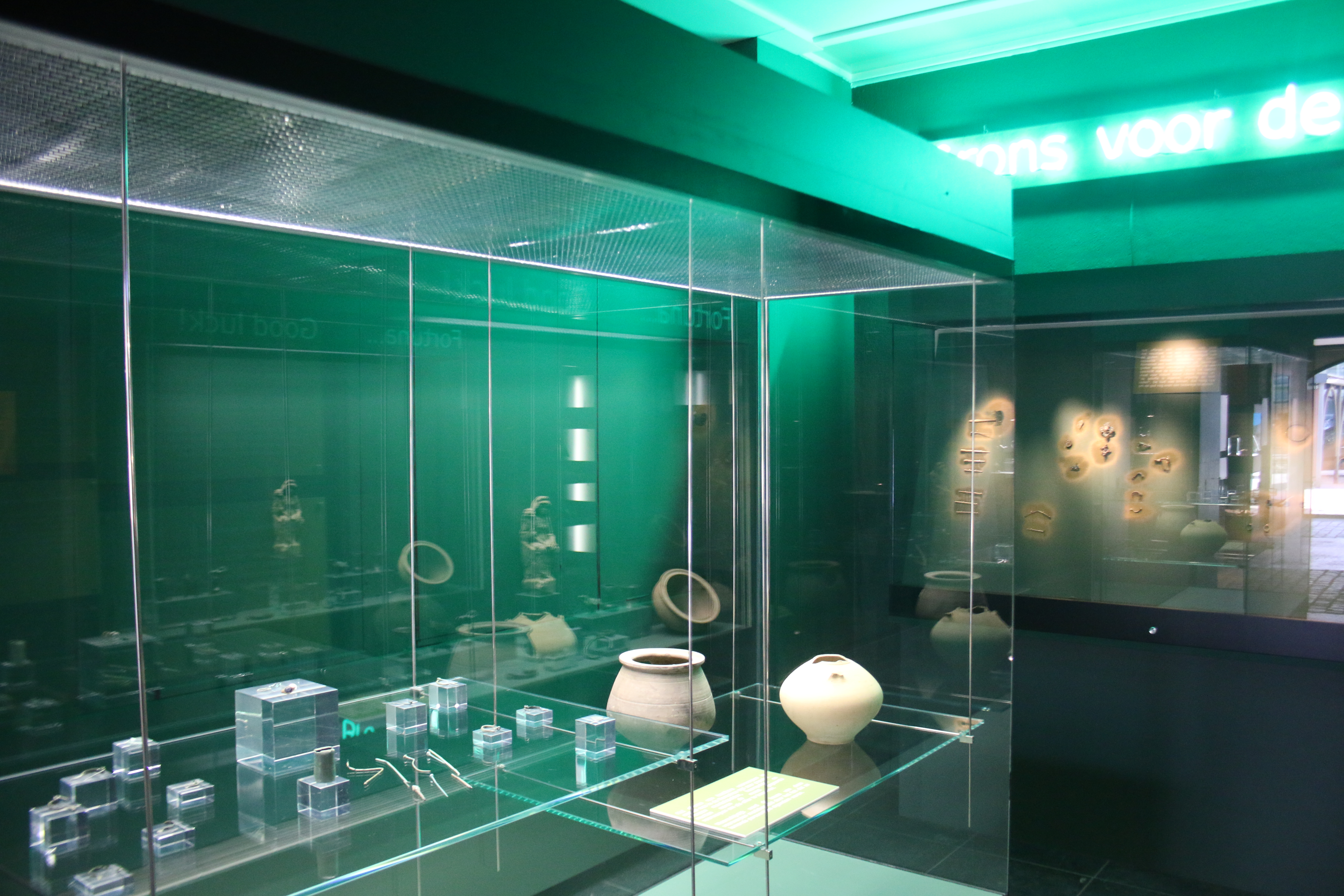
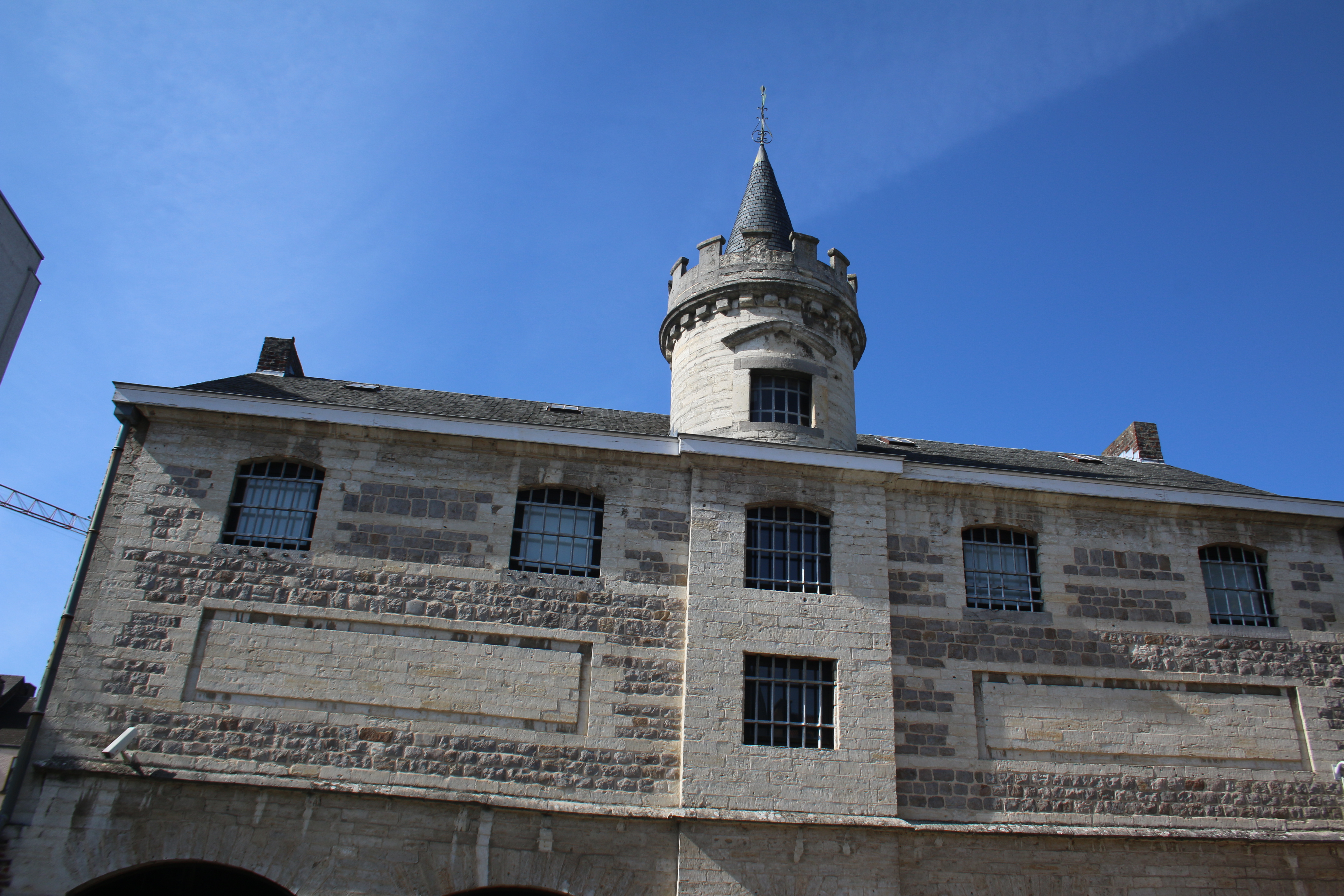
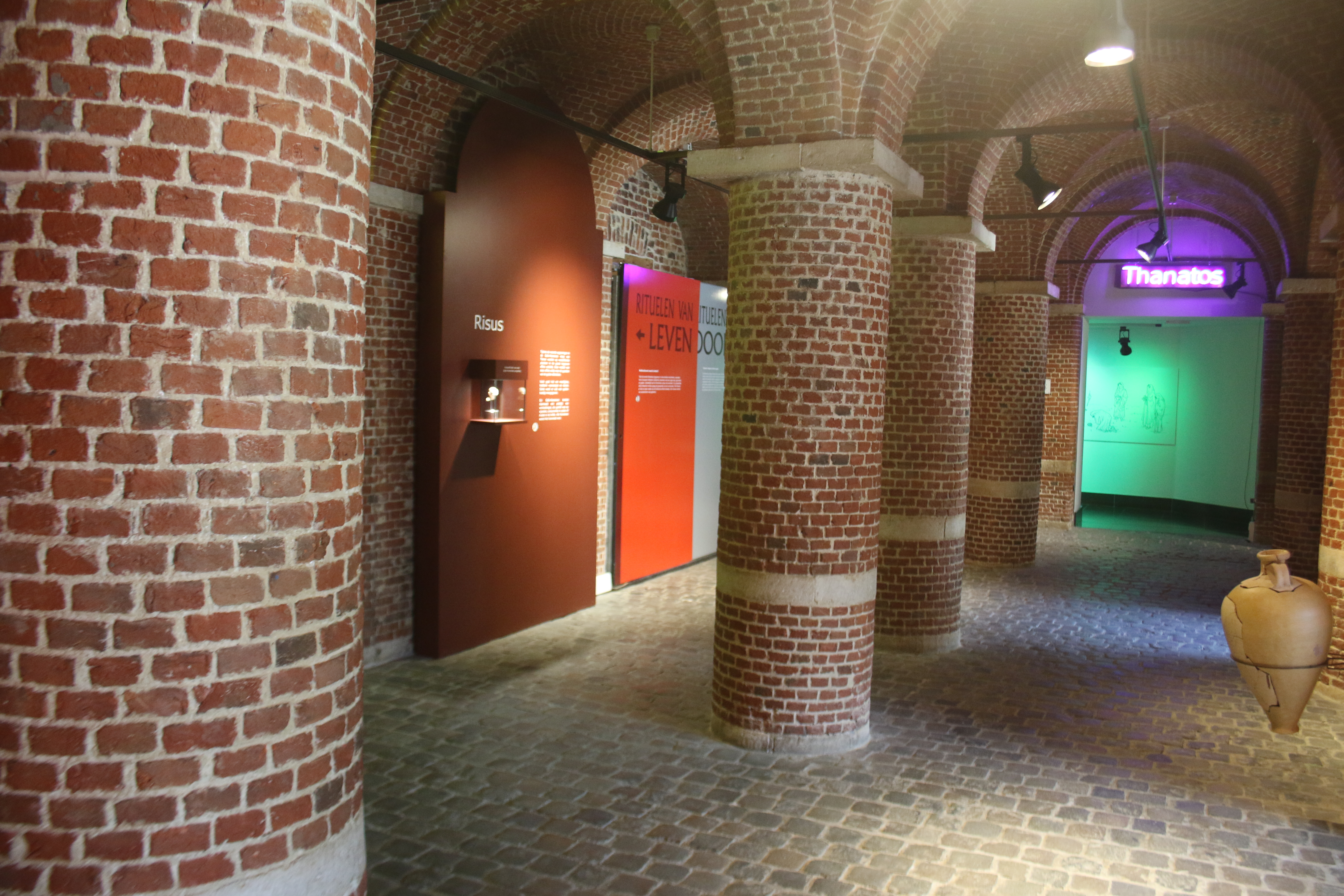
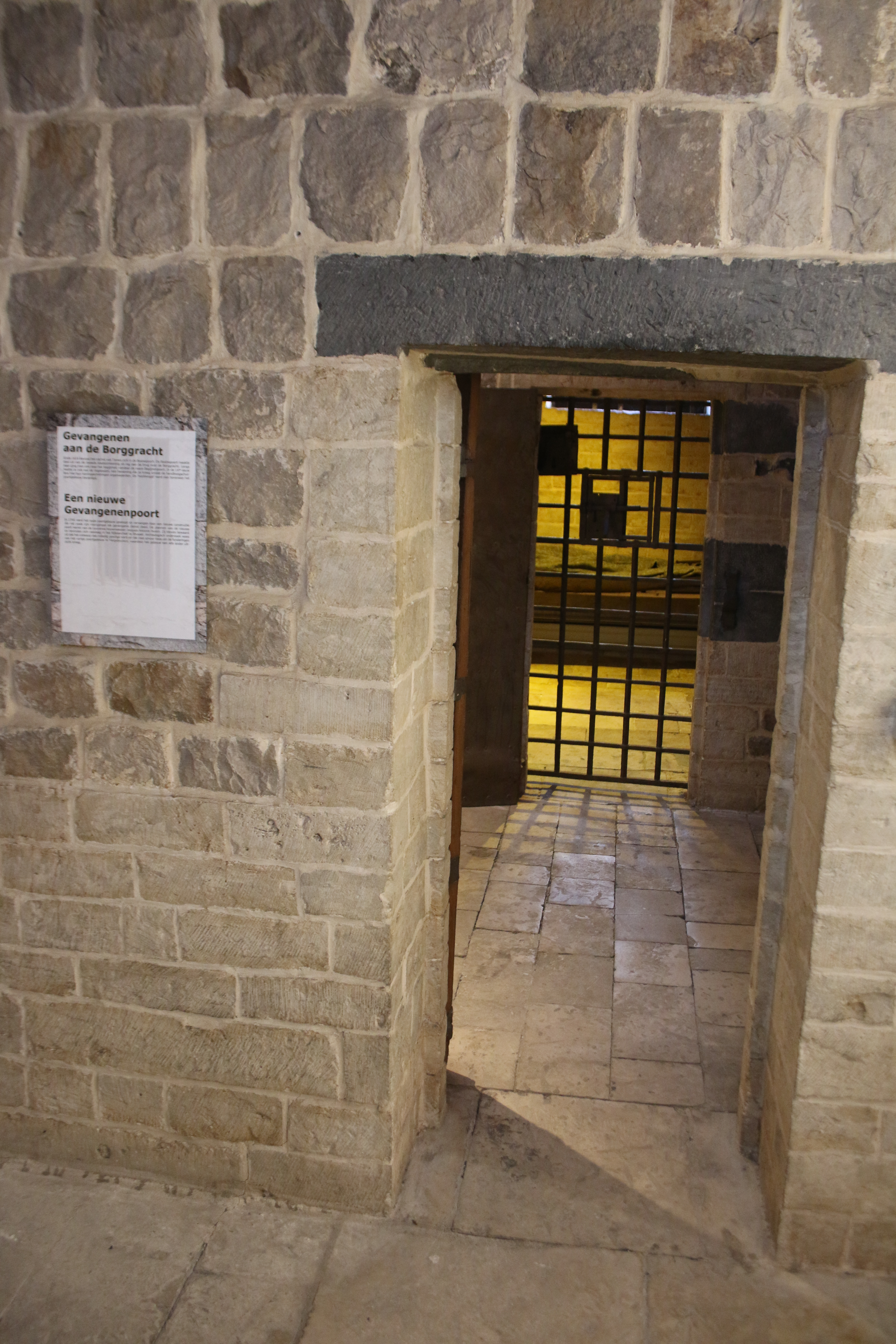